# 日淵
日淵（にちえん、1529年（享禄2年） - 1609年（慶長14年））は、安土桃山時代の法華宗の僧。山城国の出身。号は久遠院。

## 略歴
1535年（天文4年）妙満寺・日詮を師として法を学んだ。1577年（天正5年）妙満寺26世となる。1578年（天正6年）妙満寺・日淵は久遠院（現在の寂光寺）を建立する。1579年（天正7年）浄土宗との宗論（安土宗論）に参加するが、敗者とされる。